# Terminalia archboldiana
Terminalia archboldiana är en tvåhjärtbladig växtart som beskrevs av Arthur Wallis Exell. Terminalia archboldiana ingår i släktet Terminalia och familjen Combretaceae. Inga underarter finns listade i Catalogue of Life.